# ميكائيل ليند
ميكائيل ليند (بالسويدية: Mikael Lind)‏ هو لاعب هوكي الجليد سويدي، ولد في 20 فبراير 1972 في يفله في السويد.

## وصلات خارجية
- ميكائيل ليند على موقع EliteProspects.com (الإنجليزية)
- ميكائيل ليند على موقع Eurohockey.com (الإنجليزية)
- ميكائيل ليند على موقع HockeyDB.com (الإنجليزية)